# Ailsa Land

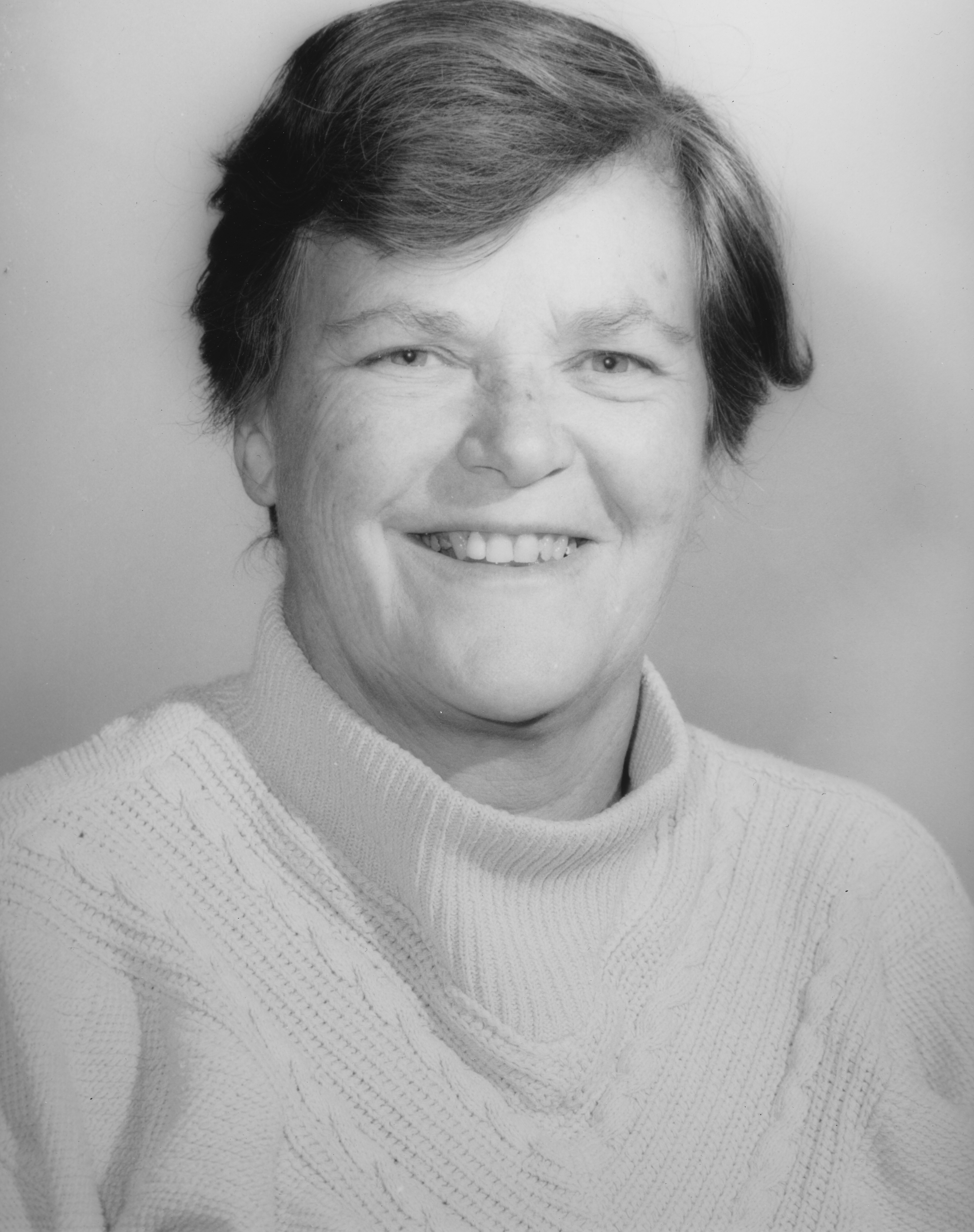
Ailsa Land

Ailsa Horton Land (geboren am 14. Juni 1927 in West Bromwich, Staffordshire; gestorben am 16. Mai 2021) war eine britische Mathematikerin und Wirtschaftswissenschaftlerin. Sie formulierte gemeinsam mit Alison Harcourt das Branch-and-Bound-Paradigma. Sie war Professorin für Operations Research an der London School of Economics.

## Leben
Ailsa war die einzige Tochter von Elizabeth (geborene Greig) und Harold Dicken. Die Zeit des Zweiten Weltkriegs verbrachte sie in Kanada. Nach dem Krieg begann sie ein Studium an der London School of Economics (LSE) und lernte bald ihren späteren Ehemann Frank Land kennen, der vor dem nationalsozialistischen Regime aus Deutschland hatte fliehen müssen und ebenfalls Professor wurde. Beide hatten drei Kinder. In ihrer Forschungsarbeit an der LSE beschäftigte sich Land in den 1950er-Jahren mit dem Problem des Handlungsreisenden. In ihrer Doktorarbeit nutzte sie die lineare Programmierung für die Analyse des optimalen Transports von Kohle von 154 britischen Gruben zu 65 Koksöfen, wo diese in Koks für die Stahlindustrie umgewandelt werden sollte. Gemeinsam mit ihrer Kollegin Susan Powell veröffentlichte sie 1973 Fortran-Programmierkode zur Lösung mathematischer Probleme, den sie der Allgemeinheit zur Verfügung stellte. Im Jahr 1980 wurde Land zur Professorin an der LSE berufen und war damit die erste Frau im Vereinigten Königreich, die eine Professur im Bereich des Operations Research innehatte.

## Wirken
Das von Land gemeinsam mit Alison Doig (später Alison Harcourt) im Jahr 1960 entwickelte Branch-and-Bound-Paradigma revolutionierte die mathematische Programmierung und wurde später zu einem festen Bestandteil von Universitätskursen in Mathematik, Informatik und Statistik und wird in den Bereichen Ingenieurwesen, Logistik und Militär bis in die Gegenwart eingesetzt.